# Српске топлице
Српске топлице су мјесна заједница на подручју града Бање Луке, Република Српска, БиХ. Смјештена је на обалама Врбаса у јужном дијелу уже територије града. Овдје се налази 8 извора термалне воде са температуром до 34 °. Неколико извора слободно отиче у ријеку Врбас на простору популарне плаже Врућица.  Некада је мјесна заједница носила назив Горњи шехер.

## Историја
Уз термалне изворе још у римско доба настало је бањско насеље. Оно се налазило на десној обали Врбаса, док је поред њега лијевом обалом пролазио пут који је повезивао Сплит (лат. Spalatum) са Градишком (лат. Servitium/Serbinum), односно римске провинције Далмацију и Панонију.
Турци су Бању Луку покорили 1521. године. Најстарије турско насеље налазило се управо овдје. Ферхат-паша Соколовић је око 1580. године изградио чаршију неколико километара низводно, на лијевој обали Врбаса (околина данашње тврђаве Кастел) и у њу 1583. године пренио сједиште Босанског пашалука. Од тада је Бања Лука имала два шехера (града), горњи и доњи.

## Образовање
У мјесној заједници се налазе основне школе Бранислав Нушић и Милан Ракић (Новоселија).

## Становништво
Према броју регистрованих бирача за Опште изборе у БиХ 2018, Мјесна заједница Српске топлице подијељена је на пет бирачких мјеста са укупно 3.475 бирача.
По попису становништва из 1991. године, мјесна заједница Српске топлице имала је 4.920 становника, сљедећег националног састава:
- Муслимани — 3.115
- Срби — 1.235
- Хрвати — 56
- Југословени — 361
- остали — 153.

## Галерија
- Грађевине из османског периода
- Основна школа Бранислав Нушић
- Ријека Врбас у Српским топлицама
- Панорама